# Alagomyidae
Alagomyidae är en utdöd familj av gnagare som levde mellan senare paleocen och eocen i Asiens och norra Amerika. Enligt uppskattningarna levde arterna på marken och de hade växter som föda.
Fossil av typsläktet Alagomys hittades i östra Kina, i Mongoliet och i Nordamerika. Medlemmarna påminde i kroppsbyggnaden om sovmöss. Förutom Alagomys ingår släktena Neimengomys och Tribosphenomys i familjen men denna taxonomi är omstridd. Till exempel består framtändernas tandemalj hos Alagomys av två skikt och hos Tribosphenomys endast av ett skikt. I några studier framfördes därför teorin att Tribosphenomys inte är gnagare och inte heller en nära släkting.